# Revolta dels angolars
La revolta dels angolars, també coneguda com a revolta del rei Amador fou un episodi de la història de São Tomé i Príncipe, ocorregut el 1595. Va constituir un dels diversos aixecaments d'esclaus ocorreguts a l'època contra el domini de Portugal. La revolta va ser liderada per Amador, rei dels combatents, el 9 de juliol de 1595, les forces del qual van marxar sobre la capital, São Tomé, però fou subjugada l'any següent, amb la presó i execució d'Amador (1596). Els revoltats van arribar a controlar dos terços del territori de l'illa.
A partir de 4 de gener de 2005 la data fou convertida en festa nacional en homenatge al rei Amador, líder de la revolta. Aquest personatge també és homenatjat en els bitllets de banc de Cap Verd.